# Byttneria pedersenii
Byttneria pedersenii är en malvaväxtart som beskrevs av C.L. Cristobal. Byttneria pedersenii ingår i släktet Byttneria och familjen malvaväxter. Inga underarter finns listade i Catalogue of Life.